# پانونیا
پانونیا (به لاتین: Pannonia) نام یکی از استانهای امپراتوری روم بود. این سرزمین از شمال و خاور به رود دانوب، از سوی باختر هم‌مرز با نوریکوم (قلمرو سلت‌ها، در اتریش و بخشی از اسلونی امروز) و ایتالیای شمال، از جنوب با استانهای دالماتیا (منطقهٔ به‌طور قابل توجهی بزرگتر از دالماسی، در کرواسی امروز)، موئسیا (امروز در بالکان) و داکیه (وابسته به داسها) هم‌مرز بود. پانونیا منطبق با نیمهٔ باختری مجارستان است و بخش‌های کوچکی از کشورهای کنونی اتریش، کرواسی، صربستان، اسلوونی و بوسنی و هرزگوین را نیز دربردارد.
پانونیا به‌طور تقریبی منطبق بر ناحیهٔ فرادانوب در مجارستان امروز است.

## واژه‌شناسی
طبق یک نظریه، پانونیا از زبان ایلیری ریشه گرفته‌است و از واژهٔ نیاهندواروپایی -pen* به معنای مرداب، آب، نمناک و هم ریشه با واژگان انگلیسی fen به معنای مرداب و هندی pani به معنای آب است.

## تاریخ
پیش از رومی‌ها، ایلیری‌ها و سلت‌ها (بخش‌های غربی) ساکنان پانونیا بودند. فتح پانونیا به سال ۳۵ پیش از میلاد به فرماندهی آگوستوس (که در سال ۲۷ پیش از میلاد امپراتور روم شد) آغاز و در سال ۱۴ پس از میلاد با گرفتن سیرمیوم به انجام رسید. تراژان در سال ۱۰۶ پانونیا را به دو بخش پانونیای علیا و پانونیای سفلی تقسیم کرد.
پس از نبرد اِدِسا، سومین جنگ ایران و روم که در سال ۲۶۰ بین شاپور یکم و والرین اتفاق افتاد، استان‌های رومی شرکت‌کننده در جنگ در سنگ‌نوشته شاپور یکم بر کعبه زرتشت فهرست شده و نام پانونیا در آن زیر عنوان سرزمین پندانیا است.
با ضعیف شدن نیروی دفاعی در لیمِسِ دانوب، مهاجرت‌های گسترده از شمال رودخانه در دورهٔ اواخر باستان و همچنین با مرگ تئودئوس در سال ۳۹۵، زمینه برای فروپاشی پانونیای رومی و آمدن هون‎ها آماده شد و آتیلا در سال ‎۴۴۰–۴۵۳ امپراتوری جدیدی را در پانونیا تأسیس کرد. از سال ۵۸۲ اقوام آوار و اسلاو در پانونیا ساکن شدند. پنج قرن پس از ترک رومی‌ها تا ورود مجارها اقوام مختلفی در پانونیا سکنی گزیدند، هون‌ها، ژپیدها، آوارها، اسلاوها و دیگران ولی از خود رد پایی بر جا نگذاشتند و مستقر نیز نشدند. مجارها که ساکنان کنونی هستند در حدود ۸۹۶ میلادی کل پانونیا را تصرف کردند.

## نگارخانه

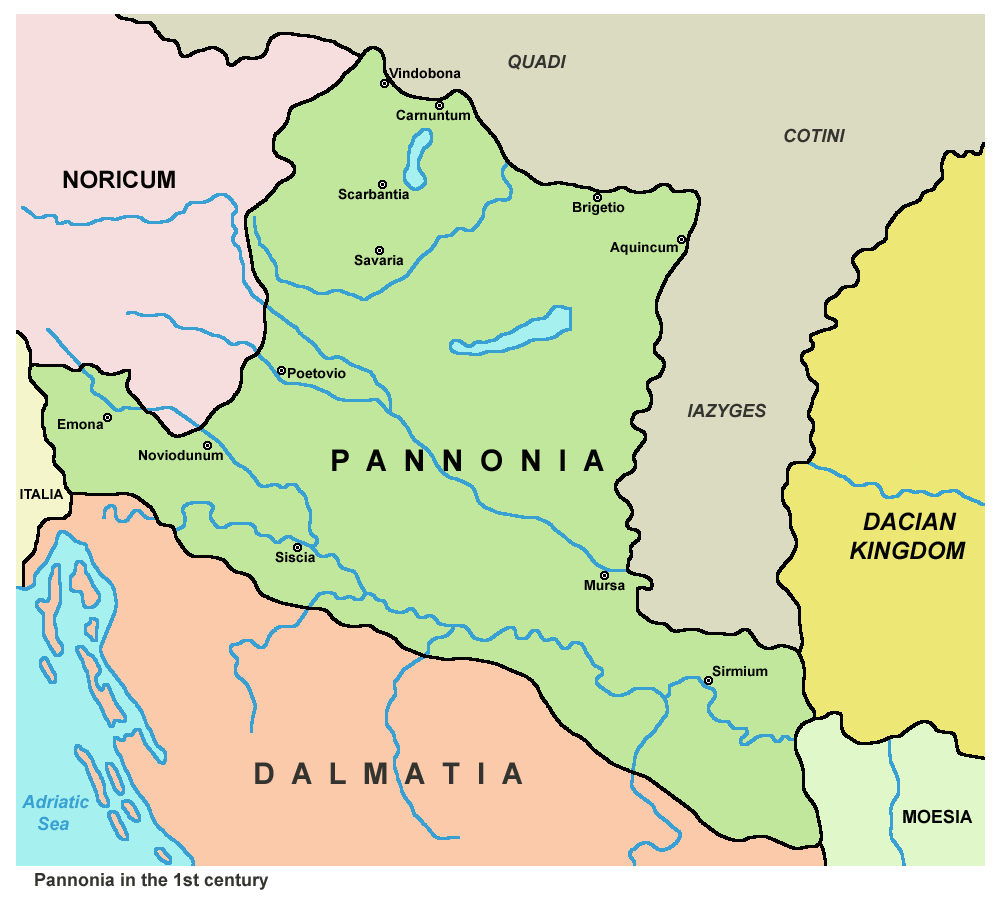
پانونیا در قرن یکم میلادی
امپراتوری روم در سال ۱۱۷ میلادی
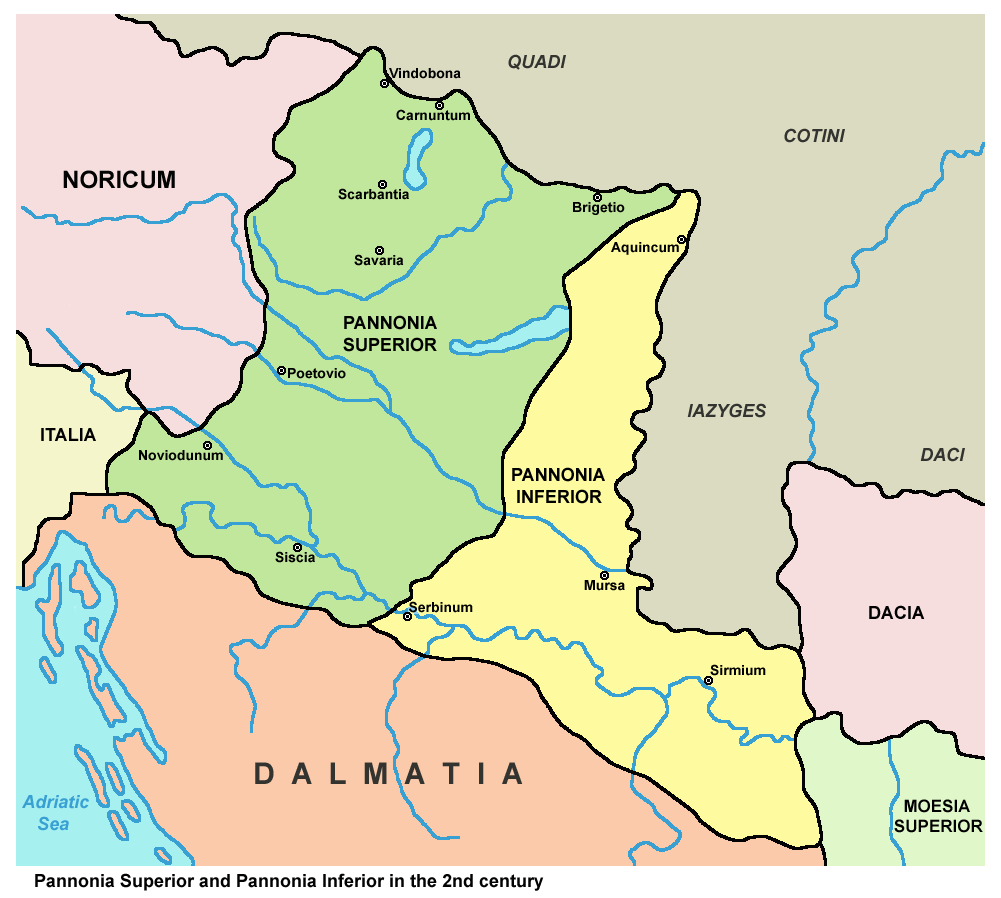
پانونیای علیا و سفلی در قرن دوم میلادی
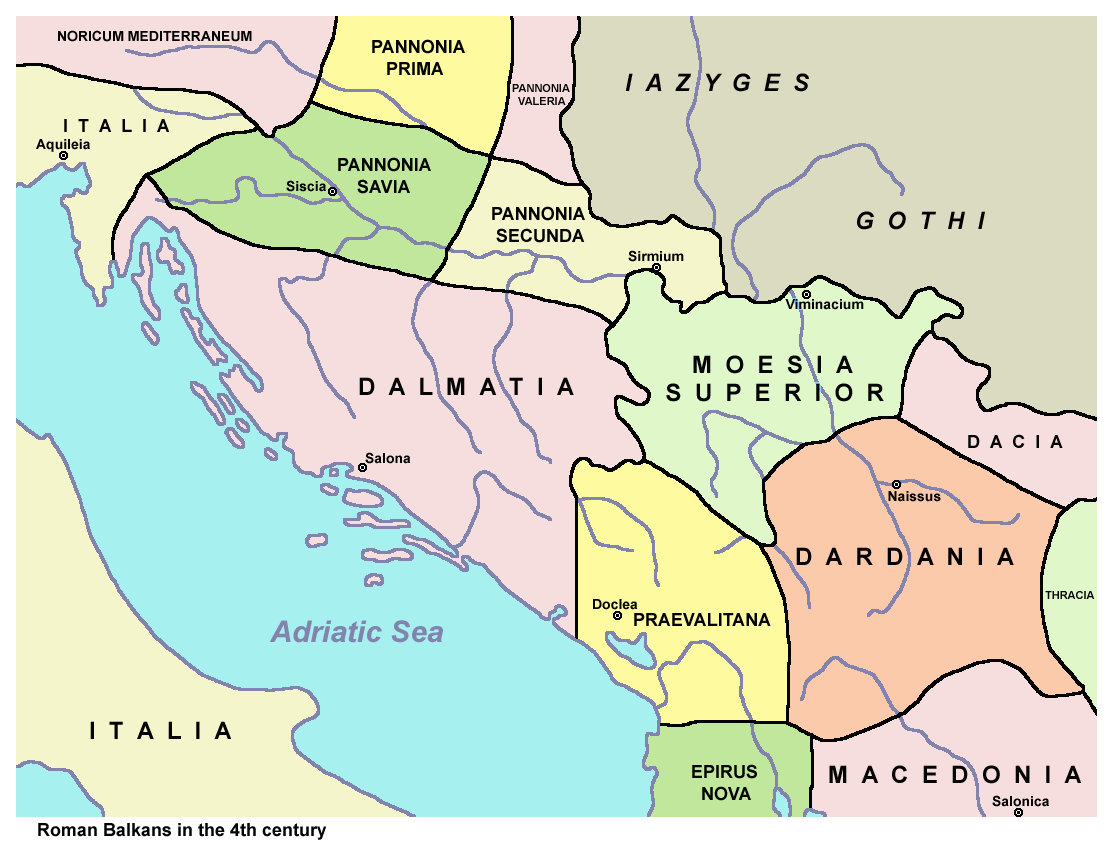
پانونیا در قرن چهارم میلادی
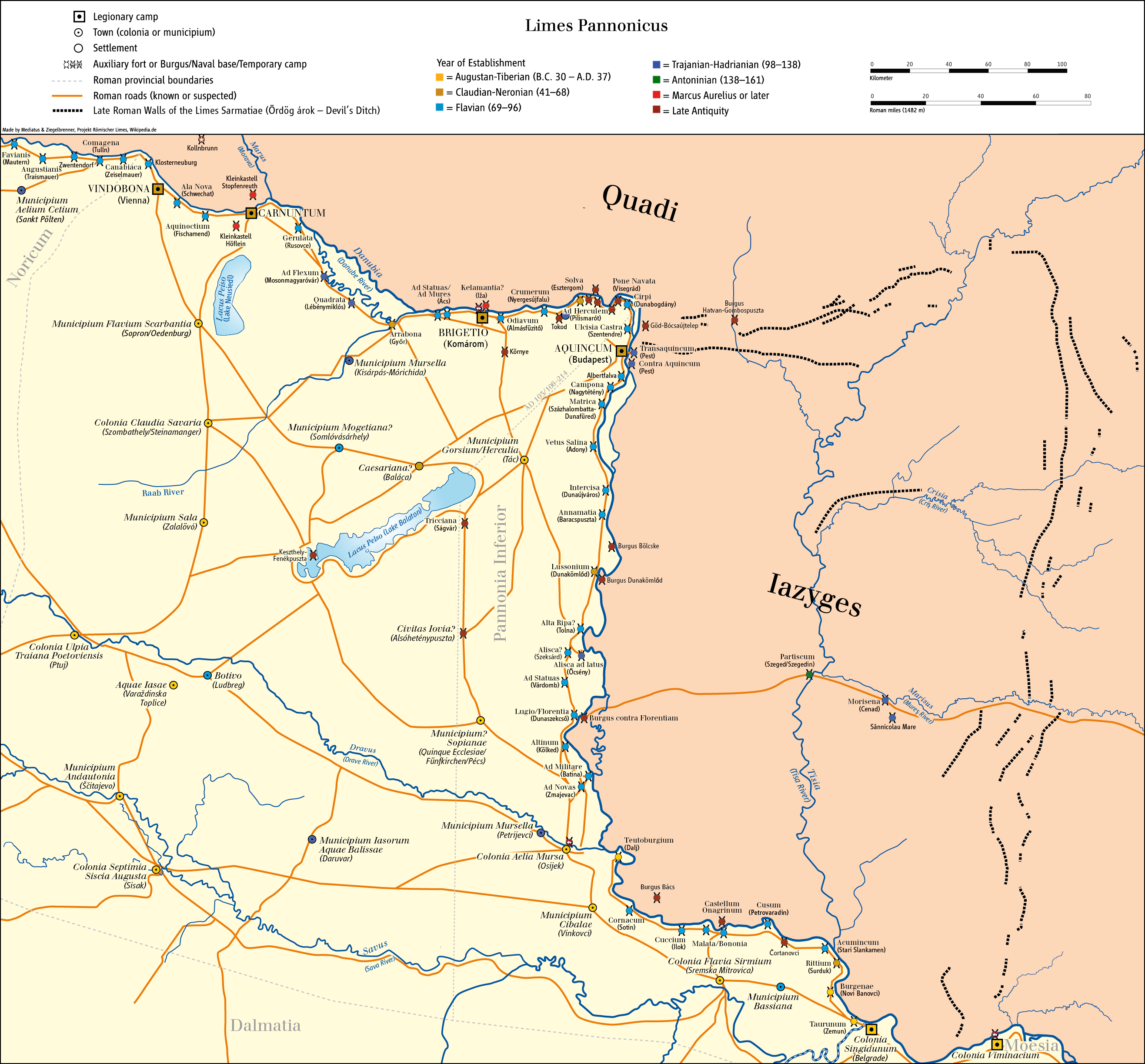
مرزهای کنستانتین بزرگ با پانونیا در سال ۳۳۰ میلادی